# Adigueisk
Adigueisk (Rus: Адыгейск ; adigué: Adıgəqalə) és una ciutat de la República d'Adiguèsia, Rússia, situada prop de l'embassament de Krasnodar,  100 km al nord-oest de Maikop, la capital de la república. Població: 12.721 (2020), 12.237 (Cens 2010) 
Abans era coneguda com Adigueisk(i) (fins al 27 de juliol de 1976), i Teuchezhsk (fins a 1990).

## Història
Va ser fundada com l'assentament d'Adigueiski (Адыге́йский) el 1969 a causa de la construcció de l’embassament de Krasnodar. Segons algunes altres fonts, el nom original era Adigueski. El nom feia al·lusió als circassians indígenes de la regió. El juliol de 1976, se li va concedir l'estatus de ciutat i va ser rebatejada Teuchezhsk (Теуче́жск ), pel poeta adigué Tsug Teuchezh. L'any 1990 es va restaurar el nom original.

## Estatut administratiu i municipal
En el marc de les divisions administratives, s'incorpora, juntament amb dues localitats rurals, com a Okrug urbà republicà d'Adigueisk, una unitat administrativa amb l'estatus igual al dels districtes. Té les següents localitats rurals sota la seva jurisdicció:
- Aül de Gatlukay

- Khútor de Psekups